# Rudy (województwo kujawsko-pomorskie)
Rudy (niem. Ruden) – osada w Polsce, położona w województwie kujawsko-pomorskim, w powiecie bydgoskim, w gminie Solec Kujawski.
W latach 1975–1998 miejscowość administracyjnie należała do województwa bydgoskiego.

## Położenie
Rudy położone są w Puszczy Bydgoskiej, około 1,5 km na zachód od Solca Kujawskiego, kilkaset metrów na południe od drogi krajowej nr 10 Bydgoszcz – Toruń.

## Charakterystyka
Osada znajduje się na niewielkiej polanie w Puszczy Bydgoskiej przy potoku zwanym Rudna, który odprowadza wodę do Wisły. Od południa sąsiaduje z lasem porastającym wydmy śródlądowe, natomiast od północy z Makowiskami. Potok Rudna odwadnia obniżenie w Puszczy Bydgoskiej, wypełnione glebą organiczną, gdzie wskutek podpiętrzenia wody, utworzono trzy stawy. W miejscu tym Nadleśnictwo Solec Kujawski urządziło leśną ścieżkę dydaktyczną, gdzie oprócz stawów można zobaczyć las bagienny oraz źródła i wysięki zasilające ciek wodny. W miejscowości znajdują się pozostałości dawnego folwarku z dworem z ok. 1910, przebudowanym w 1924.
Przez Rudy przebiega  szlak „Komputerków” z Bydgoszczy przez jezioro Jezuickie, Łażyn i Wypaleniska do Solca Kujawskiego. Natomiast około 1,5 km na południowy zachód od osady wzdłuż tzw. traktu bydgosko-gniewkowskiego wiedzie  szlak „Puszczański” z Bydgoszczy-Łęgnowa na przełaj przez Puszczę Bydgoską do Gniewkowa.
W 2012 roku Stowarzyszenie Rozwoju Solca Kujawskiego w partnerstwie z Nadleśnictwem Solec Kujawski utworzyło leśną ścieżkę edukacyjno-przyrodniczą „Ku Źródliskom” (3,5 km, 10 przystanków z tablicami informacyjnymi), która prowadzi do źródeł potoku Rudna. Wypływająca z ziemi woda zasila leśny staw, przy którym urządzono miejsce wypoczynku.

## Historia
Osadę odnotowano w źródłach pisanych w 1583 r. jako Rudny Młyn. Do napędu młyna wykorzystywano potok spływający do Wisły, który na krawędzi terasy opadającej ku dolinie Wisły posiadał odpowiedni spadek. Miejscowość posiadała 2 łany ziemi uprawnej. Bliżej Wisły znajdowała się Ruda Otorowska, gdzie w XVI wieku istniała kuźnia.
Rudy jako własność królewska należały niegdyś do starostwa bydgoskiego, a od początku XVII wieku były uposażeniem niegrodowego starostwa soleckiego. Miejscowość oznaczono na mapie Schröttera z końca XVIII wieku. Rozwój osady w XVIII wieku wiązał się z powszechnym w tych okolicach osadnictwem olęderskim, a w XIX wieku także z kolonizacją niemiecką. Już w 1700 roku młyn w Rudach został wykupiony przez olędrów, a na początku XIX w. cała wieś była w rękach niemieckich.
Spis miejscowości rejencji bydgoskiej z 1833 r. podaje, że w Rudach znajdowały się: folwark, wieś oraz młyn wodny. Mieszkało tu 65 osób wyznania ewangelickiego w 8 domach. Według opisu Jana Nepomucena Bobrowicza z 1846 r. wieś Rudy należała do rządowej domeny bydgoskiej. Kolejny spis z 1860 r. podaje, że w majątku Rudy (niem. Ruden) mieszkało 79 osób (wszyscy ewangelicy) w 9 domach. Właścicielem był niejaki Gülker. Dzieci z miejscowości uczęszczały do szkoły w Soleckich Olędrach Zamkowych (niem. Schlosshauland). Miejscowość należała do parafii katolickiej i ewangelickiej w Solcu.
Natomiast dla roku 1884 Słownik geograficzny Królestwa Polskiego podaje, że Rudy położone były przy trakcie bydgosko-gniewkowskim, 4 km na południowy zachód od Solca, u źródeł Rudki – niewielkiego dopływu Wisły. Posiadłość położona była na terenie dawnego soleckiego lasu miejskiego i obejmowała 480 ha gruntów, w tym 147 ha użytków rolnych, 20 ha łąk i 271 ha lasów. W 9 domach mieszkało tu 104 osób, w tym 96 ewangelików i 8 katolików.